# Bishnupriya manipuri
Le bishnupriya, ou bishnupriya manipuri (ইমার ঠার/বিষ্ণুপ্রিয়া মণিপুরী), est une langue indo-aryenne parlée dans une partie des états indiens de Assam, Tripura, Manipur, ainsi qu'au Bangladesh, en Birmanie, et quelques autres pays.